# Dancing Mad
Dancing Mad (妖星乱舞?, Yousei Ranbu), conosciuto anche come Danza selvaggia alle stelle ammalianti, è uno dei brani più celebri della colonna sonora del videogioco Final Fantasy VI. È udibile durante la battaglia finale tra la Resistenza e il cattivo principale, Kefka Palazzo. È stata composta da Nobuo Uematsu e ha la particolarità di avere un organo a tubo sintetizzato come strumento portante, nonché numerosi leitmotiv di molti altri brani della colonna sonora. È una delle composizioni più lunghe della serie (battuta soltanto da Balance Is Restored della stessa colonna sonora, un brano di oltre 21 minuti), ed è considerata dalla critica la più complessa e meglio strutturata del mondo dei videogiochi, essendo suddivisa in 4 distinti movimenti, ognuno rappresentante uno stato d'animo, folle pensiero e diversi aspetti del celebre antagonista. Dancing Mad ha raggiunto la vetta di numerose classifiche delle migliori canzoni dei videogiochi.

## Struttura e analisi
(Nobuo Uematsu)
Il brano inizia con le stesse note di un'altra melodia della colonna sonora, Catastrophe, ma è riproposta in maniera diversa. Successivamente, dei cori molto simili a quelli di Aria di Mezzo Carattere (realizzati con il chip sonoro SPC700 del Super Nintendo Entertainment System) fanno la loro apparizione, insieme a tamburi e percussioni, seguiti da veloci scale in discesa, per poi tornare alle note di Catastrophe. Il primo movimento rappresenta l'immensa quantità di poteri magici ottenuti da Kefka e la forma divina e mostruosa assunta dopo la distruzione del mondo. In questa fase la Resistenza affronta un possente demone nero, con mani rugose e lunghi artigli.
Il secondo movimento, uno scherzo, è introdotto dal suono di un organo, e successivamente gli stessi cori accompagnano la sinistra e folle melodia, simile a quella di una giostra. Questo movimento rappresenta nientedimeno che il terrificante stato mentale di Kefka, la sua pazzia e totale follia, che ha sfruttato abilmente per raggiungere poteri divini e soddisfare i suoi bisogni più macabri e contorti, uccidendo innocenti e causando morte e distruzione ovunque. In questa fase gli eroi combattono contro grottesche creature e macchinari di ogni tipo, vittime delle follie di Kefka.
Il terzo movimento è considerato il più complesso dell'intera composizione, e si tratta di una fuga. È possibile udire il leitmotiv di Kefka's Theme, suggerendo all'ascoltatore che Kefka ha cambiato forma, ma è sempre l'uomo pazzo che la Resistenza conosceva. Questo movimento rappresenta la superiorità di Kefka nei confronti della Triade della Discordia, le 3 divinità che diedero inizio agli avvenimenti di Final Fantasy VI. In questa fase il gruppo affronta Madama e Pacifico, creature della torre del pazzo antagonista, un riferimento alla Pietà vaticana. Un'ulteriore analisi del movimento ha indotto il sito web Destructoid ad affermare che «tutto il simbolismo religioso è in realtà una presa in giro», in quanto «nella mente di Kefka non c'è nulla di utile nel mondo. Nessuna fede, nessuna speranza, non c'è amore, e certamente non ci sono divinità», e che «il salvatore rappresentato nella Pietà dovrebbe essere una manifestazione fisica della luce, del bene e della verità, ma in quella posizione [Kefka] sta negando l'esistenza di quella luce, e sta dicendo che l'unica cosa presente nel cuore degli uomini è la disperazione e la distruzione».
Il quarto e ultimo movimento è udibile durante la fase definitiva dello scontro finale. Gli eroi si ritrovano finalmente davanti al Dio della Magia, Kefka. Prima del combattimento, si domanda da dove vengano la vita, i sogni e le speranze, e che senso abbiano. Non trovando risposta, decide di distruggere un mondo già desolato con la sua potente Luce del Giudizio. La melodia è introdotta dalle solenni e minacciose note di Omen, il brano udibile durante la celebre scena d'apertura del gioco, indicando che la storia ha finalmente raggiunto la sua conclusione. Successivamente, delle percussioni che spingono il Super Nintendo al suo limite danno il via alla vera battaglia finale tra gli eroi e il folle dio, in una melodia in cui è possibile udire nuovamente il leitmotiv di Kefka's Theme. Dopo questo pezzo, completamente privo di cori, organo e tutto ciò che era presente nei precedenti movimenti, la melodia cambia radicalmente, diventando improvvisamente malinconica. Questo pezzo rappresenta la rassegnazione di Kefka che, capendo l'immensa forza e le salde convinzioni della Resistenza, viene sconfitto, traendo piacere e gioia anche dalla sua stessa miseria. Durante lo scontro finale, infatti, Kefka si rende conto che la vita può essere definita un vero e proprio scherzo, in quanto la nascita altro non è che l'attesa dell'inevitabile morte, alla quale sta finalmente andando incontro con enorme gioia, mentre afferma che «la fine arriva... al di là del caos», indicando così che il riposo eterno è l'evento supremo, che regna sopra qualunque altra cosa dell'esistenza. Dancing Mad termina con l'ultima risata del pazzo, la scomparsa della magia e l'intera estinzione della razza degli Esper, indicando l'inizio di una nuova era.
Un'analisi e spiegazione comune da parte della critica è quella di un viaggio all'interno della mente di Kefka, in cui gli eroi (e il giocatore) tentano di comprenderla, trovando così demoni, morte e nichilismo. L'altra più comune è quella del viaggio di Dante Alighieri, secondo la quale la salita e le varie creature della torre rappresentano l'inferno, il purgatorio, il paradiso e infine Dio stesso, che spiega agli eroi il significato della vita (nel caso di Kefka, la futilità dell'esistenza). A causa dei suoi vari aspetti, del personaggio e delle creature, la battaglia è anche ritenuta una delle più spaventose e contorte.

## Apparizioni
Dancing Mad è la canzone udibile durante gli scontri finali del gioco. È anche la 14º traccia del terzo disco di Final Fantasy VI: Original Sound Version (conosciuta anche come Final Fantasy VI Original Soundtrack) e di Kefka's Domain. Il quarto e ultimo movimento del brano appare anche in Dissidia Final Fantasy e il prequel Dissidia 012 Final Fantasy. È inoltre uno dei brani presenti in Theatrhythm Final Fantasy e Theatrhythm Final Fantasy: Curtain Call.

## Album
Dancing Mad è presente nel primo album eponimo del gruppo The Black Mages, eseguita da Tsuyoshi Sekito e Kenichiro Fukui. Un arrangiamento per pianoforte di Hiroyuki Nakayama è incluso nel suo album come 11º traccia.

## Accoglienza
(Conclusione dell'articolo di Destructoid Final Fantasy VI's Dancing Mad, a critical analysis)
Dancing Mad è ormai una delle canzoni più popolari della serie, ed è considerata una delle più belle nel panorama dei videogiochi. Nella classifica delle mille migliori composizioni del mondo dei videogiochi, del sito web Hardcore Gaming, è stata piazzata al 13º posto. In quella di Rate Your Music, invece, raggiunse la terza posizione. È stata definita dal sito web RPGFan «una delle più grandi composizioni di tutti i tempi». Destructoid lo nomina il miglior brano videoludico in assoluto. In particolare, il quarto movimento è diventato popolare per il suo ritmo anormale.